# Eurydice (Aucoin)
Eurydice ist eine Oper in drei Akten von Matthew Aucoin (Musik) mit einem Libretto von Sarah Ruhl nach deren gleichnamigem Schauspiel aus dem Jahr 2003. Die Oper wurde am 1. Februar 2020 an der Los Angeles Opera uraufgeführt.

## Handlung

### Erster Akt
Szene 1. Orpheus and Eurydice. Orpheus und Eurydice genießen am Strand ihre Liebe. Zu Eurydices Bedauern wandern Orpheus’ Gedanken immer wieder zu seiner Musik. Er hat ihr ein Lied komponiert. Weil er es ihr mangels Orchester noch nicht vorsingen kann, will er jedes ihrer Haare in ein Instrument verwandeln. Er bindet ihr einen Faden um einen Finger, damit sie sich an seine Liebe erinnert. Eurydice stellt fest, dass es sich um ihren Ringfinger handelt. Er hat ihr somit einen Heiratsantrag gemacht. Noch bevor er ihn in Worte fasst, stimmt Eurydice zu.
Szene 2. „Dear Eurydice“. Eurydices verstorbener Vater befindet sich in der Unterwelt. Er hat seine Tochter nicht vergessen und schreibt ihr anlässlich der Hochzeit einen Brief mit Alltagsratschlägen für ihr künftiges Leben. Dass er als Toter noch schreiben kann, ist sein Geheimnis. Leider kennt er keine Möglichkeit, Eurydice seine Briefe zukommen zu lassen.
Szene 3. The Vows. Orpheus und Eurydice heiraten.
Szene 4. A Dance. Nach dem Schwur tanzen die beiden mit ihren Gästen. Eurydice geht hinaus, um ein Glas Wasser zu holen.
Szene 5. By the Water Pump. Am Brunnen denkt Eurydice über ihr Leben nach. Sie mag Feiern eigentlich nicht und findet auch die Hochzeitsgäste nicht besonders interessant. Sie sehnt sich nach ihrem Vater. Da erscheint ein „interessanter Mann“ und lädt sie zu einer besseren Party in seine Wohnung ein. Er sagt, dass er einen Brief ihres Vaters besitze, der versehentlich dorthin geliefert wurde. Eurydice folgt ihm.
Szene 6. At the Interesting Man’s Apartment. Der Mann bietet Eurydice Champagner an und fordert sie auf, es sich bequem zu machen. Er zögert, ihr den Brief zu geben, und redet schlecht über Orpheus, der ihr nie zuhöre, sondern immer nur an seine Musik denke. Eurydice erkennt, dass der Mann sie verführen will. Sie reißt den Brief an sich und versucht zu fliehen. Dabei stolpert sie und fällt die Treppe hinab bis in die Unterwelt.

### Zweiter Akt
Szene 1.1. Introduction.
Szene 1.2. The Stones. Die Unterwelt wird von drei Steinen bewacht. Der „Kleine Stein“, der „Große Stein“ und der „Laute Stein“ erzählen vom Tod Eurydices, der sie zu Tränen gerührt habe. Ihre Trauer hält sich aber in Grenzen, da Steine kein Mitleid mit toten Menschen haben. Als Eurydice in einem Fahrstuhl eintrifft, kann sie nur noch in der leisen Sprache der Toten sprechen, die niemand versteht.
Szene 1.3. „There was a roar…“ Eurydice versucht vergeblich, sich an die letzten Momente ihres Lebens zu erinnern. Sie verlor ihr Gedächtnis, als sie durch einen Fluss (Lethe) schwimmen musste.
Szene 1.4. „Eurydice“ / „At last, a porter…“ Eurydices Vater nimmt sie in Empfang. Sie erkennt ihn jedoch nicht, sondern hält ihn für einen Kofferträger. Ihr Vater versucht, ihr die Lage zu erklären. Die Steine weisen ihn darauf hin, dass er in der Sprache der Steine sprechen müsse.
Szene 1.5. „You’re dead now. I’m dead too.“ Die Kommunikation gelingt jetzt einigermaßen. Da tote Menschen das Wort „Vater“ nicht kennen, stellt sich der Vater Eurydice als ihren „Baum“ vor. Er erzählt ihr, dass er nach dem Tod sein Gedächtnis wiedergefunden habe, als er die Buchstaben ihres Namens im Regen hörte.
Szene 1.6. „I’m suddenly hungry!“ Eurydice hält ihren Vater noch immer für einen Portier. Sie ist erschöpft und will auf ihr Zimmer gehen.
Szene 2. Orpheus Writes to Eurydice. In der Oberwelt schreibt der trauernde Orpheus Eurydice einen Brief. Er gibt ihn einem Wurm und hofft darauf, dass der ihn in die Unterwelt bringt.
Szene 3.1. A Room Made Out of String. Der Vater baut Eurydice ein Zimmer aus Schnüren. 
Szene 3.2. „Thank you. That will do.“ Eurydice ist erst einmal zufrieden. Da fällt Orpheus’ Brief vom Himmel. Der Vater liest ihn vor. Der Name „Orpheus“ weckt allmählich Eurydices Erinnerungen. Sie erkennt jetzt auch ihren Vater.
Szene 4.1. Eurydice Learns to Read Again. Orpheus lässt Eurydice die Werke von William Shakespeare zukommen.
Szene 4.2. „We two alone will sing…“ Der Vater liest Eurydice aus König Lear vor. Nach und nach erlernt sie ihre alte Sprache wieder. Orpheus ist fest entschlossen, sie wiederzufinden.
Szene 4.3. „Orpheus never liked words.“ Eurydice erinnert sich an Orpheus’ Liebe zur Musik…
Szene 4.4. „This is what it is to love an artist.“ … und an ihre Liebe.
Szene 5. Orpheus Makes a Plan. Orpheus sucht nach einer Möglichkeit, in die Unterwelt zu gelangen. Er will die Teufel mit seinem Gesang dazu bringen, Eurydice herauszugeben.
Szene 6. No One Knocks at the Door of the Dead. Die Steine sind empört über Orpheus’ Gesang, durch den die Toten aufwachen. Sie rufen nach ihrem Anführer Hades – dem mysteriösen Mann aus dem ersten Akt. Hades befiehlt, den Eindringling hinauszuwerfen.

### Dritter Akt
Szene 1.1. Orpheus at the Gates of Hell. Als Orpheus am Höllentor Einlass begehrt, weisen ihn die Steine darauf hin, dass er nur in einer toten Sprache singen dürfe.
Szene 1.2. „Felix, qui potuit boni…“ Orpheus singt nun in lateinischer Sprache so schön, dass Hades persönlich erscheint.
Szene 1.3. „Don’t you think you are enjoying your grief just a little too much!“ Hades fragt Orpheus nach dem Grund für sein Kommen und verspricht ihm, dass er Eurydice zurückbekommen könne. Dazu müsse aber durch die Dunkelheit gehen, ohne zu wissen, ob sie ihm folge. Wenn er nach ihr zurückblicke, werde sie verschwinden.
Szene 2.1. „I hear him at the gates!“ Auch Eurydice hört Orpheus’ Gesang. Sie will natürlich mit ihm in die Oberwelt zurück, zögert aber, weil sie dazu ihren Vater wieder verlassen müsste. Der rät ihr zur Rückkehr, damit sie eine Familie gründen und ihm Enkelkinder schenken könne. Er bringt sie persönlich zum Tor und verabschiedet sich.
Szene 2.2. „Wait, come back!“ Eurydice erkennt Orpheus nicht und zweifelt an ihrem Entschluss. Die Steine überreden sie, ihm zu folgen.
Szene 2.3. The Walk. Orpheus macht sich langsam auf den Weg nach draußen. Eurydice folgt ihm eine Weile, gerät dann aber in Panik und ruft seinen Namen.
Szene 2.4. „You startled me.“ Vor Schreck dreht sich Orpheus nach ihr um. Die beiden können sich noch einmal umarmen, und Eurydice wirft einen Blick auf ihre alte Heimat, bevor sie getrennt werden.
Szene 3.1. „Eurydice is gone.“ Aus Verzweiflung über den Verlust seiner Tochter will Eurydices Vater seine Erinnerungen an sie auslöschen. Die Steine teilen ihm mit, dass er dazu nur in den Fluss des Vergessens eintauchen müsse.
Szene 3.2. „I remember.“ In Gedanken geht er den Weg zu seinem Elternhaus durch und begibt sich ins Wasser.
Szene 3.3. „Where’s my room?“ Nach ihrer Rückkehr in die Unterwelt muss Eurydice feststellen, dass ihr Vater sich nicht mehr an sie erinnern kann. Sie versucht vergeblich, ihm Sprache und Gedächtnis zurückzubringen, so wie es ihm zuvor bei ihr gelungen war. Die Steine bemühen sich, sie zu trösten und abzulenken, doch Eurydice wird aggressiv.
Szene 3.4. „Is there a problem here?“ Da Eurydice Orpheus nicht gefolgt ist, will Hades sie selbst zur Frau nehmen. Sie bittet um einen kurzen Aufschub, um sich vorzubereiten.
Szene 3.5. „Well, well! You had better prepare yourself…“ Eurydice findet einen Stift in der Tasche ihres Vaters.
Szene 3.6. „Dear Orpheus…“ Sie schreibt Orpheus einen Brief, bittet ihn um Entschuldigung für ihr Verhalten und gibt ihm Ratschläge, wie er sich seiner nächsten Frau gegenüber verhalten sollte. Dann taucht auch sie in den Fluss ein, um ihre Erinnerung auszulöschen.
Szene 3.7. Two Forgettings. Orpheus hat Eurydice noch nicht aufgegeben. Er findet ein weiteres Mal den Weg zu Eurydice in die Unterwelt. Da er dabei jedoch den Fluss durchqueren musste, hat auch er sein Gedächtnis und die Sprache verloren und kann ihren Brief nicht mehr lesen.

## Gestaltung

### Hauptfiguren
Die Hauptfigur dieser Oper ist nicht Orpheus, sondern Eurydice. Der Komponist Aucoin beschrieb sie als sehr intelligente, aber ziemlich weltfremde und etwas unsichere junge Frau. Außer durch ihre Liebe zu Orpheus ist sie durch die Trauer über den Tod ihres Vaters geprägt. Dies macht sie empfänglich für Hades’ Manipulationen. Sie findet erst in der Unterwelt, also nach ihrem Tod, zu sich selbst. Ihr Mann Orpheus, der große Sänger, besitzt teilweise göttliche Eigenschaften, ist aber als Mensch etwas unreif. Seine beiden Naturen werden in der Oper durch zwei Sänger repräsentiert. Seine menschliche Seite wird von einem Bariton gesungen. Wenn er sich dagegen seiner Musik überlässt, zeigen sich seine übernatürlichen Eigenschaften. Sie werden von einem Countertenor als Double dargestellt. Aucoin sprach von einer „Art gespaltener Zunge aus Klang“ („a kind of forked tongue of sound“). Für Eurydice ist diese Seite unsichtbar, obwohl sie erkennt, dass Orpheus etwas vor ihr verbirgt. Die Autoren überließen es dem jeweiligen Regisseur, ob Orpheus’ Double auf der Bühne sichtbar sein sollte.

### Musik
Aucoin bezeichnet sich selbst einmal als „Elster“ und meinte damit, dass er die Formen und Stile früher Komponisten sorgfältig analysierte und in seinen eigenen Stil übernahm. Der Rezensent der Opernwelt erkannte in Eurydice deutliche Einflüsse von barocken Komponisten bis hin zu Gustav Mahler, Sergei Prokofjew, Dmitri Schostakowitsch, Benjamin Britten, Samuel Barber, Philip Glass und John Adams, aber auch Anspielungen an die Pop- und Rockmusik. Der Stil sei dennoch keineswegs ein Derivat, sondern „eindrucksvoll und vielfältig“. Der Rezensent von Bachtrack sah das Orchester als „unbenannten Charakter“ der Oper und meinte, dass Aucoins Orchestrierung die Worte auf eine andere Weise als der Gesang unterstütze. Der Vokalstil sei eher dramatisch als melodisch. Auch er bemerkte viele musikalische Anspielungen, beispielsweise an Richard Wagners Ring des Nibelungen, den Chorsatz von Philip Glass, die perkussiven Orchestrierungen von John Adams oder die „harmonischen Offenbarungen“ von Erich Wolfgang Korngold.

### Orchester
Die Orchesterbesetzung der Oper umfasst die folgenden Instrumente:
- Holzbläser: drei Flöten (2. auch Piccolo, 3. auch Piccolo und Altflöte in G), zwei Oboen, zwei B-Klarinetten, Bassklarinette (auch Kontrabassklarinette in B), zwei Fagotte (2. auch Kontrafagott)
- Blechbläser: vier Hörner in F, drei Trompeten in B (1. auch Piccolotrompete in B), zwei Posaunen, Bassposaune, Tuba
- Pauken, Schlagzeug (fünf Spieler):
  - 1: Glockenspiel, Marimba (zusammen mit Spieler 2), Schnarrtrommel, Hi-Hat, Flexaton, Kastagnetten, Cabasa, Ketten, hohe Peitsche, Kazoo
  - 2: Marimba (zusammen mit Spieler 1), Crotales (zwei Oktaven, zusammen mit Spieler 5), vier Tomtoms, zwei hängende Becken (hoch und tief), Crash-Becken, Glockenstab, Kastagnetten, Güiro, Eggshaker
  - 3: Vibraphon, Xylophon, Röhrenglocken, kleine Bass Drum („kick“), drei hängende Becken (hoch, mittel, tief), großes Crash-Becken, Fingerzimbeln (hoch, ungestimmt), Windspiel, Triangel, Glockenstab, Polizeipfeife, Maracas, Cabasa, Kazoo
  - 4: Große Konzert-Bass-Drum, kleine Bass Drum („kick“), Geophon (oder Ocean Drum), Bongos, Tamburin, drei hängende Becken (hoch, mittel, tief), Crash-Becken, Sizzle-Becken, Windspiel, Triangel, Glockenbaum, Mülleimerdeckel, Holzblocks, Ratsche, Kazoo
  - 5: Crotales (zwei Oktaven, zusammen mit Spieler 2), Schnarrtrommel, vier Tomtoms, gestimmte Gongs, großes Tamtam, Ratsche, Claves, Sandpapierblöcke, Güiro, Cabasa, Eggshaker, Regenmacher, Mülleimerdeckel, zwei Peitschen (hoch und tief), Kazoo
- Klavier
- zwei Harfe
- Streicher

## Werkgeschichte
Die Oper Eurydice des 1990 geborenen amerikanischen Komponisten Matthew Aucoin entstand im Auftrag der Los Angeles Opera und der Metropolitan Opera New York. Ursprünglich hatte er von beiden Häusern eigene Aufträge erhalten, doch dann entschied man sich für eine Zusammenarbeit und das von der Met vorgeschlagene Sujet. Das Libretto stammt von Sarah Ruhl. Es basiert auf ihrem eigenen gleichnamigen Theaterstück, das am 29. August 2003 im Madison Repertory Theatre in Madison (Wisconsin) uraufgeführt und anschließend an vielen US-Theatern nachgespielt wurde. Die Oper komponierte Aucoin während seiner Zeit als „Artist-in-Residence“ der Los Angeles Opera.
Die Uraufführung fand am 1. Februar 2020 im Dorothy Chandler Pavilion der Los Angeles Opera statt. Die musikalische Leitung hatte der Komponist Matthew Aucoin. Regie führte Mary Zimmerman. Das Bühnenbild stammte von Daniel Ostling, die Kostüme von Ana Kuzmanić, das Lichtdesign von T. J. Gerckens und die Choreografie von Denis Jones. Es sangen Danielle de Niese (Eurydice), Joshua Hopkins (Orpheus), John Holiday (Orpheus’ Double), Rod Gilfry (Eurydices Vater), Barry Banks (Hades), Stacey Tappan (Little Stone), Raehann Bryce-Davis (Big Stone), Kevin Ray (Loud Stone). Es folgten fünf weitere Vorstellungen bis zum 23. Februar 2020.
Die koproduzierende Metropolitan Opera übernahm das Werk ab dem 23. November 2021 für sieben Vorstellungen. Die Titelrolle sang hier Erin Morley. Die Countertenor-Partie von Orpheus’ Double übernahm Jakub Józef Orliński, den Vater Nathan Berg. Barry Banks sang erneut den Hades und Joshua Hopkins den Orpheus. Die musikalische Leitung hatte Yannick Nézet-Séguin. Ein Videomitschnitt der Aufführung von 4. Dezember 2021 wurde „on demand“ im Internet bereitgestellt. Die Aufführungen vom 23. November, 4. Dezember und 16. Dezember 2021 wurden live vom Metropolitan Opera Radio von Sirius XM übertragen, diejenige vom 4. Dezember auch von internationalen Radiosendern wie NDR Kultur.
Der Kritiker der New York Times empfand die Opernfassung als eine zeitweilig etwas zu zahme Verneigung vor der „versponnen, surrealen, fantastischen und lustigen“ Textvorlage. Ihm gefielen vor allem die angespannteren Episoden, bei denen die Musik schroff und gefährlich klang. Der Rezensent von Bachtrack nannte das Werk eine „fesselnde Oper“ („captivating opera“) mit schillernder Musik, einer bewegenden und einzigartigen Deutung des Mythos und einer gewandten Ausführung. Der Autor der Opernwelt pries nach der Met-Aufführung die „anspielungsreiche Faktur der brillant orchestrierten und konstruierten ‚Eurydice‘-Partitur“. Die „wunderschon beleuchtet[e]“ Produktion mit „einfallsreich-zeitlosen Kostümen“ habe „durchweg Esprit und inspirierendes Tempo“ besessen. Auch die Leistungen der Sänger, besonders von Erin Morley, hob er hervor.
Aucoin erstellte eine viersätzige „Orchester-Verdichtung“ („orchestral condensation“) der Oper mit dem Titel Eurydice Suite, die am 3. Februar 2022 im Kimmel Center for the Performing Arts in Philadelphia Aucoins vom Philadelphia Orchestra unter Yannick Nézet-Séguin uraufgeführt wurde.

## Aufnahmen
- 4. Dezember 2021 – Yannick Nézet-Séguin (Dirigent), Mary Zimmerman (Regie), Daniel Ostling (Bühne), Ana Kuzmanić (Kostüme), T. J. Gerckens (Licht), Denis Jones (Choreografie), Orchester und Chor der Metropolitan Opera New York.
 Erin Morley (Eurydice), Joshua Hopkins (Orpheus), Jakub Józef Orliński (Orpheus’ Double), Nathan Berg (Eurydices Vater), Barry Banks (Hades), Stacey Tappan (Little Stone), Ronnita Miller (Big Stone), Chad Shelton (Loud Stone).
 Video; live aus der Metropolitan Opera New York.
 Video-Stream der Metropolitan Opera[8] und Radio-Übertragung.[12]